# Вудсајд (Делавер)
Вудсајд (енгл. Woodside) град је у Округу Кент у америчкој савезној држави Делавер. По попису становништва из 2010. у њему је живело 181 становника

## Демографија
| Група             | 2000.       | 2010.       |
| Белци             | 177 (96,2%) | 168 (92,8%) |
| Афроамериканци    | 1 (0,5%)    | 9 (5,0%)    |
| Азијати           | 2 (1,1%)    | 0 (0,0%)    |
| Хиспаноамериканци | 2 (1,1%)    | 1 (0,6%)    |
| Укупно            | 184         | 181         |